# Romulus (Nevio)
Il Romulus (Romolo) o Lupus (La lupa) è una tragedia praetexta del tragediografo e commediografo latino Gneo Nevio, iniziatore del genere stesso della praetexta. Di essa rimane un numero particolarmente ridotto di frammenti, due frasi e due singole parole, che non permettono di ricostruirne, neppure approssimativamente, la trama.
L'opera trattava del mito delle origini di Roma, narrando i principali eventi collegati  alla fondazione della città: tra essi figurava la prima rielaborazione del mito di Romolo e Remo e della lupa che li avrebbe allattati.

## Trama
Dal mito di Romolo e Remo è possibile ipotizzare una trama. I bambini Romolo e Remo, figli di Rea Silvia, vengono abbandonati sul Tevere a causa della crudeltà di Amulio, che ha scoperto il rapporto adultero della donna con il dio Marte. Trovati ed allattati da una lupa, Remo e Romolo crescono grandi e forti, e con l'aiuto degli Dei acquisiscono anche la conoscenza degli uomini. Raggiunta la maturità, Romolo ha intenzione di fondare una città sul posto dove è cresciuto assieme a Remo. Infatti soltanto qualche capanna popola lo spazio con sette grandi colline. Romolo dunque inizia a tracciare lo spazio sul terreno dove fondare Roma, ma Remo inizia a litigare con lui per la contesa del terreno. Infatti anche lui vorrebbe costruire una città tutta per sé, ma lo spazio da lui progettato va a finire nel terreno scelto da Romolo per fondare Roma. Presto i due fratelli litigano e Romolo, essendo più forte, uccide Remo. Senza curarsi troppo del gesto che ha compiuto, Romolo riprende il proprio lavoro di costruzione.